# Linha de Alta Velocidade Porto–Vigo
A linha ferroviária de alta velocidade Porto–Vigo é uma proposta de linha ferroviária de alta velocidade em Portugal, ligando a sua segunda maior cidade , Porto, com a cidade espanhola de Vigo, na Galiza.

## Plano Inicial
O Porto e Vigo são atualmente servidos pelo serviço Celta, com as viagens a demorar 2 horas e 23 minutos a completar.
O comboio de alta velocidade em Portugal foi planeado na década de 1990 e anunciado formalmente em 2005. Esse plano incluía três novas linhas ferroviária de alta velocidade entre Lisboa-Madrid e outra entre Porto-Vigo, como forma de ligar Portugal e Espanha, e por fim a linha Porto-Lisboa. Contudo, o plano foi cancelado em 2009 devido à crise econômica.
Em 2020, o plano foi reativado como parte de uma iniciativa do governo português para investir 43 mil milhões de euros em projetos de infraestruturas até 2030. O projeto deverá estar concluído em 2032.

## Traçado e Construção
Do lado português, haverá três troços. O troço entre Campanhã e o aeroporto Sá Carneiro, que deverá estar concluído até 2032, deverá ser praticamente todo em túnel, estando, no entanto, a ser avaliada a possibilidade de articulação com a Linha de Leixões. O troço Braga-Valença também deverá estar concluído em 2032 e contará com uma nova estação em Ponte de Lima. Já o troço intermédio, entre o aeroporto e Braga, será o último a ser construído, ficando previsto para execução posterior.
Do lado espanhol, a linha consiste nos troços fronteira-Porrinho e Porrinho-Vigo. O primeiro deverá custar 968 mil euros e deverá incluir aquela que será a maior ponte da Península Ibérica, com 4 324 metros, para atravessar a fronteira, superando assim a ponte que cruza o rio Guadalete em El Portal (3 221 metros), na linha Sevilha-Cádis.
Em Vigo, esta linha juntar-se-ia à linha ferroviária de alta velocidade do Eixo Atlântico também em túnel na atual Estação Ferroviária de Vigo-Urzáiz.